# IC 2474
IC 2474 је спирална галаксија у сазвјежђу Лав која се налази на листи објеката дубоког неба у Индекс каталогу.
Деклинација објекта је + 23° 2' 3" а ректасцензија 9h 27m 11,2s. Привидна величина (магнитуда) објекта IC 2474 износи 14,7 а фотографска магнитуда 15,5. IC 2474 је још познат и под ознакама MCG 4-22-57, * close s, PGC 26810.